# Gordon-Gletscher
Der Gordon-Gletscher ist ein rund 40 km langer Gletscher im ostantarktischen Coatsland. Vom Crossover-Pass fließt er nach Norden durch die Shackleton Range und vereinigt sich unweit des Mount Sheffield mit dem Slessor-Gletscher.
Erstmals kartiert wurde er 1957 von Teilnehmern der Commonwealth Trans-Antarctic Expedition (1955–1958) unter der Leitung des britischen Polarforschers Vivian Fuchs. Benannt ist er nach George Patrick Pirie-Gordon (1918–2011), Mitglied des Managementausschusses und Schatzmeister der Expedition.